# J. J. 마티제빅

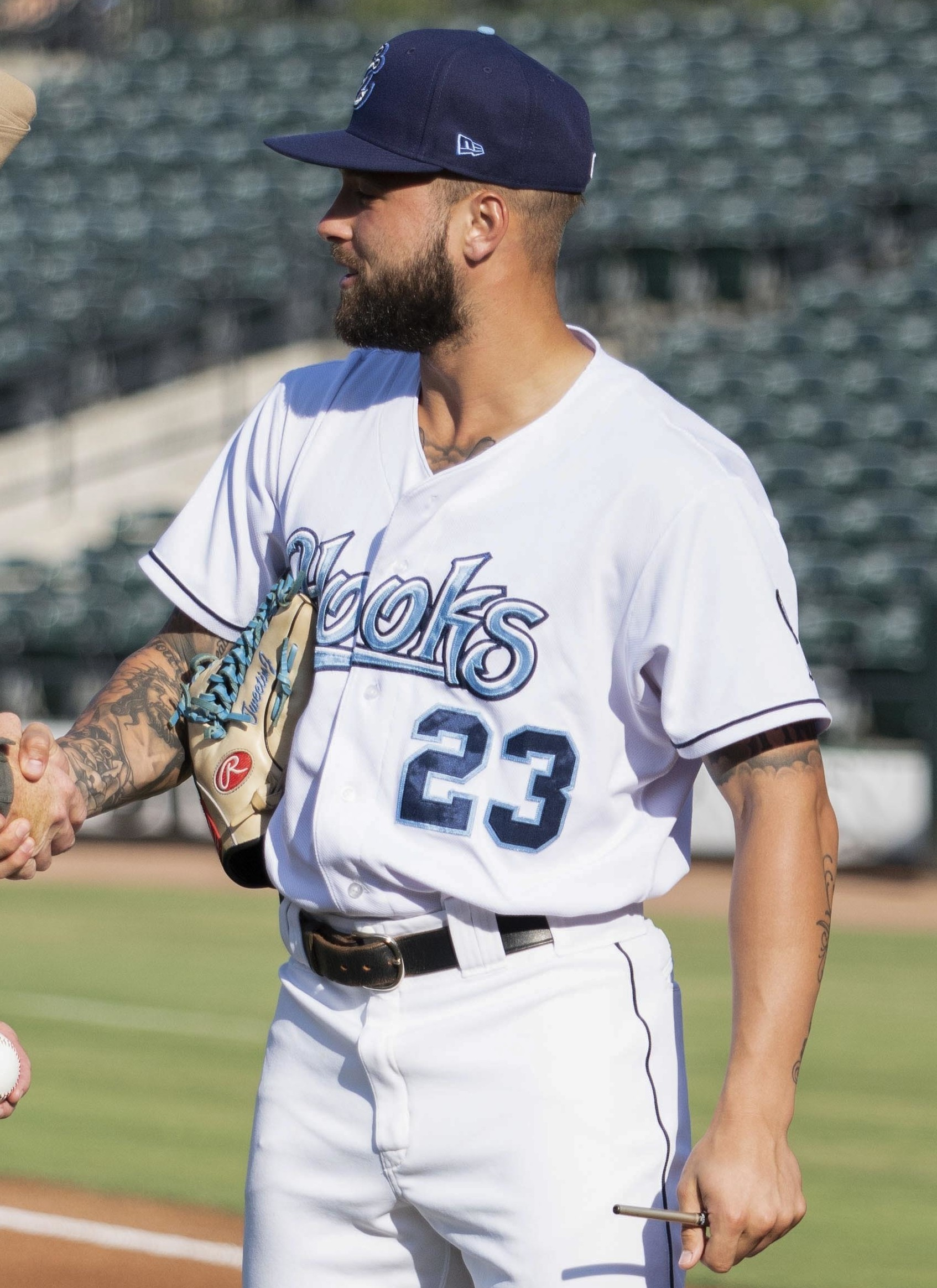

J. J. 마티제빅(J. J. Matijevic, 본명: 조셉 존 마티예비치, Joseph John Matijevic, 1995년 11월 14일 ~ )는 미국 프로 야구 멕시코 야구 리그의 칼리엔테 데 두랑고 소속 1루수이다. 이전에 메이저 리그 베이스볼(MLB) 휴스턴 애스트로스에서 뛰었다.

## 아마추어 경력
마티제빅은 펜실베이니아 주 노스 헌팅던에 있는 노윈 고등학교에 다녔으며 그곳에서 야구와 농구를 했다. 보스턴 레드삭스는 2014년 MLB 드래프트 22라운드에서 그를 유격수로 지명했다. 계약을 맺지 않았고 애리조나 대학에 등록하여 애리조나 와일드캣츠(Arizona Wildcats)에서 대학 야구를 했다. 2015년과 2016년에 마티예비치는 케이프 코드 야구 리그의 팰머스 코모도어스(Falmouth Cod Baseball League)에서 대학 여름 야구 경기를 펼쳤고, 2015년에는 리그 올스타로 선정되었다.